# 코드기어
코드기어(CodeGear)는 볼랜드에서 독립사업부로 분리된 통합 개발 환경, 컴파일러, 데이터베이스 전문 소프트웨어 조직이다. 2006년 11월 14일 분리되었고 ALM 사업에 전념하게 된 볼랜드와는 독립적으로 개발툴 사업만을 담당하게 되었다. 이후 2008년 7월에 데이터베이스 모델링 및 성능관리 툴을 개발/판매하는 엠바카데로(Embarcadero) 테크놀로지에 인수합병되었다. 엠바카데로에서 코드기어는 개발툴을 개발하는 사업부가 되었으며 엠바카데로의 기존 사업 영역은 데이터베이스기어(DatabaseGear)로 명명되어, 코드기어-데이터베이스기어 양대 사업부로 정리되었다.

## 상품
- RAD 스튜디오 (델파이, 델파이닷넷, C++빌더, C#빌더 포함)
- 델파이
- 델파이/400
- 델파이 포 PHP
- 제이빌더 (JBuilder)
- 인터베이스
- C++빌더
- 제이기어 (JGear)
- 서드레일 (3rdRail)
- 델파이, 델파이닷넷, J빌더, C++빌더의 터보 에디션.

## 코드기어 래드 스튜디오
코드기어 래드 스튜디오(Codegear RAD Studio)는 볼랜드 사에서 개발툴 부분이 코드기어 사로 분사 되어 나온 이후 2007 이후 버전에 붙여진 스튜디오 형식의 개발툴 이름이다.

### 기능
네이티브 컴파일 기능과 닷넷 프레임워크를 동시에 지원한다. 웹과 데이터베이스에 관련된 다양한 컴포넌트의 지원도 중요한 특징이다.

### 역사
현재 최신 버전은 2009이며 다음과 같은 제품을 포함하고 있다.
- 델파이 2009
- C++ 빌더 2009
- 델파이 프리즘

## 같이 보기
- 볼랜드